# Blasisaurus canudoi
Blasisaurus canudoi Cruzado-Caballero et al., 2010 è un dinosauro erbivoro appartenente agli adrosauridi, o dinosauri a becco d'anatra. Visse alla fine del Cretaceo superiore (Maastrichtiano, circa 67 milioni di anni fa) e i suoi resti fossili sono stati ritrovati in Europa (Spagna).

## Classificazione
Questo dinosauro è conosciuto per uno scheletro parziale e alcune ossa disarticolate del cranio, ritrovati nella formazione Arén nella zona di Huesca (Pirenei spagnoli) e descritti per la prima volta nel 2010. Il nome generico si riferisce al sito Blasi 1, dove sono stati ritrovati i fossili, mentre l'epiteto specifico onora il paleontologo José Ignacio Canudo. Blasisaurus è considerato un membro dei lambeosaurini, un gruppo di dinosauri a becco d'anatra caratterizzati da creste cave sul cranio. Tra i lambeosaurini, Blasisaurus doveva occupare una posizione piuttosto basale, più derivata di Tsintaosaurus e Jaxartosaurus ma meno rispetto ai lambeosauri nordamericani e a Olorotitan. È probabile che Blasisaurus fosse strettamente imparentanto con un altro lambeosauro spagnolo, Arenysaurus, dal quale differisce però nella struttura dei denti della mandibola privi di creste secondarie. Rispetto a Koutalisaurus (un altro lambeosauro ritrovato in Spagna), Blasisaurus possedeva un profilo cranico meno incurvato.

## Paleobiogeografia
La presenza di Blasisaurus e di altri lambeosauri nella parte terminale del Cretaceo superiore della Spagna ha portato i paleontologi a supporre che l'Europa, che nel Cretaceo superiore era costituita da una serie di isole, fu teatro di alcuni eventi migratori da parte dei lambeosauri provenienti dall'Asia, attraverso ponti di terra intermittenti che andarono a formarsi e a scomparire nel corso dei milioni di anni.